# Huatia
La huatia o guatia (del quechua watya, también kurpay manka; en aimara, watia) es un plato andino tradicional consumido en Perú, Bolivia, Argentina y Chile.
Similar a la pachamanca, se prepara en un horno artesanal de tierra endurecida en forma de domo. Se calienta con leña y luego se entierran ingredientes como papas, ocas, habas y carnes, variando según la tradición local.

## Orígenes
Los orígenes de este plato se remontan al Perú precolombino; el primer cronista occidental en hablar de la huatia fue el sacerdote Francisco de Ávila quien alrededor del año 1600, al recopilar los mitos existentes entre los pueblos de Huarochirí, en la sierra de Lima, señalaba la figura del dios Huatiacuri, más estrictamente watya quriq (recogedor de watya), hijo del poderoso Pariaqaqa, de quien se decía que ocultaba su divinidad en una apariencia miserable y sólo se alimentaba de papas asadas en la tierra calentada llamadas huatias o huatiyas, razón por la cual recibió ese nombre. Por ello se le ha considerado la personificación de la papa.

## Preparación

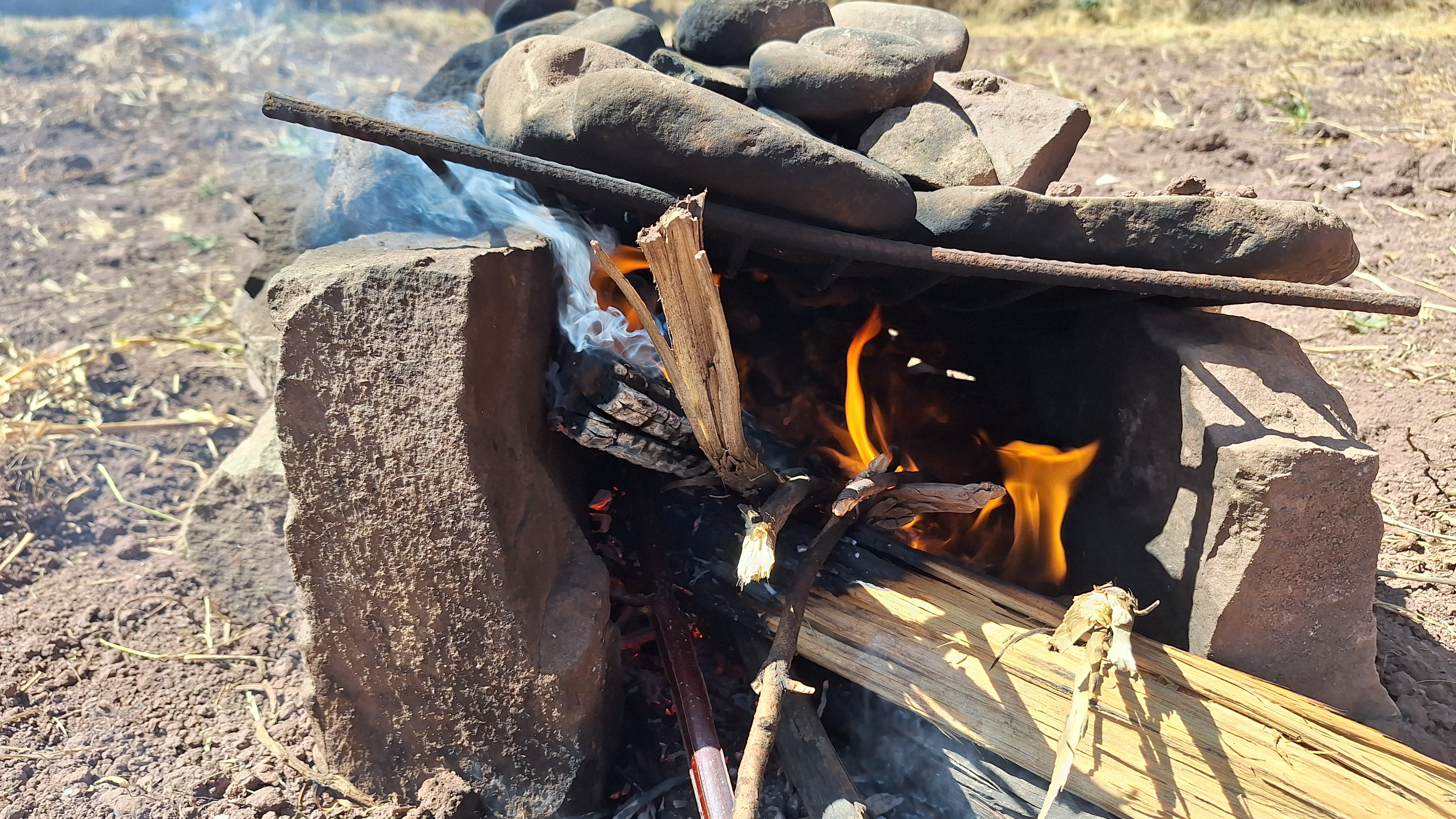
Horno de piedras para la watia

### Ingredientes
Dependiendo de la zona donde se lo prepare, en el sur andino del Perú el ingrediente principal son las papas, las cuales suelen ir acompañadas de queso, cebollas, etc. En el norte chileno el ingrediente principal es la carne vacuna.[cita requerida] Existen múltiples variantes y formas de preparación de este plato según el lugar o región en donde se lo prepare. 

### Preparación del horno
Los ingredientes se cocinan en un horno andino, es decir al calor de la tierra entre terrones calentados al fuego. A tal fin se construye sobre el suelo un horno en una superficie circular limpia de cultivos y plana en donde se colocan alrededor las k’urpas, palabra en quechua que hace referencia a los terrones secos de tierra.
En otra variante, no son terrones sino son piedras las que conforman el honro, las cuáles también se colocan en forma de cúpula.

### Calentado del horno
Se calienta el horno colocando leña, ramas o hierbas secas en el interior. Se enciende y luego de un tiempo prudente, en donde se queman las plantas y se generan carbones al rojo vivo, se retiran los pedazos de ramas y hierbas no quemadas.En el centro de estas brasas, se colocan los alimentos para luego hacer caer el horno, compuesto por las k’urpas calientes o piedras, sobre los ingredientes. Con un palo se deshacen las k’urpas calientes para garantizar un correcto cocinado.

### Retiro de los alimentos cocinados
Se desentierran cuando se encuentran debidamente cocidos y se acompañan con diferentes hierbas aromáticas como la muña o el huacatay, entre otras.